# 佩妮拉·拉松
佩妮拉·拉松（瑞典語：Pärnilla Larsson，1969年2月19日—），瑞典女子足球运动员，场上位置是中场。她曾代表瑞典国家队参加1991年国际足联女子世界杯，结果队伍获得季军。